# Argentenay
Argentenay är en kommun i departementet Yonne i regionen Bourgogne-Franche-Comté i norra Frankrike. Kommunen ligger i kantonen Ancy-le-Franc som tillhör arrondissementet Avallon. År 2022 hade Argentenay 79 invånare.

## Befolkningsutveckling
Antalet invånare i kommunen Argentenay
| Referens: INSEE |